# ألف ليلة وليلة (مسلسل 1995)

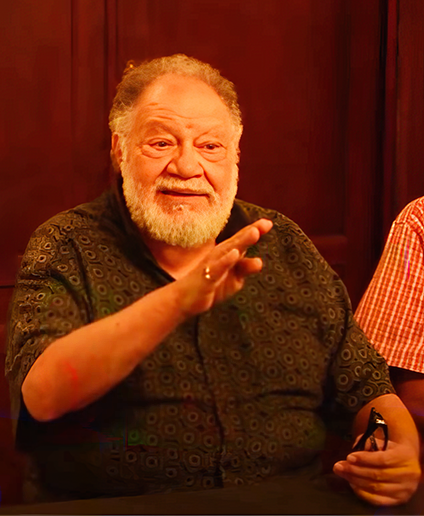
يحيى الفخراني في دور شهريار / علي بابا / قاسم

ألف ليلة وليلة، مسلسل تلفزيوني بدأ عرضة في شهر رمضان عام 1995. شارك فيه كل من يحيى الفخراني، دلال عبد العزيز، زوزو نبيل، أحمد مظهر، ماجدة الخطيب، محمود الجندي، مصطفى متولي. المسلسل من تأليف يسري الجندي، ومن إخراج جمال عبد الحميد.

## القصة
تختلف قصة المسلسل عن قصة علي بابا المشهورة وهو حطاب عربي فقير يعلم بالصدفة كلمة السر «افتح يا سمسم» التي تفتح باب المغارة التي يضع بها إحدى العصابات كنوزهم المسروقة. يحصل علي بابا على كنوز، ويكتشف اللصوص ذلك ويعلمون مكانه عن طريق سكان بلدته فيقررون قتله، بواسطة جاسوس فيعرف منزله ويضع على بابه علامة ليتمكنوا من الوصول إليه ليلا وبسرعة، لكن «مرجانة» زوجة «علي بابا» ترى ذلك وتضع تلك العلامة على أكثر من باب فيقرر زعيم اللصوص وضع اللصوص من غيره في جرار لينقضو على علي بابا بعد اشارته فتكتشفهم مرجانة فتضع عليهم الزيت المغلي فتقتلهم ويلقى القبض علي الزعيم.